# Ignitis grupė
Ignitis grupė (Игнитис групе; ранее Lietuvos energija; Летуво́с эне́ргия — «Энергия Литвы») — литовская государственная группа компаний электроэнергетического сектора. Занимается производством электроэнергии, её распределением и представлением энергетических услуг. Ведёт деятельность в Литве, Латвии, Эстонии, Польше и Финляндии. Главный офис компании расположен в Вильнюсе.
Входит в состав организации системных операторов BALTSO.
Компания была приватизирована в 1997 году.
Ребрендинг:
С 9 сентября 2019 холдинг изменил название (стал именоваться "Ignitis grupė"), торговые марки и методы работы: 
«Lietuvos Energijos Tiekimas» поменял название на «Ignitis», 
«Lietuvos Energijos Gamyba» — на «Ignitis gamyba», 
«Lietuvos energija renewables» — на «Ignitis renewables». 
На международных рынках группа работает под брендом Ignitis.

## Структура
В группу входят следующие общества:
- AB „Lietuvos energijos gamyba“[10]
- AB „Energijos skirstymo operatorius“
- UAB „Lietuvos dujų tiekimas“
- UAB „Energetikos paslaugų ir rangos organizacija“ (сокр. – EnePRO)
- UAB „Eurakras“
- UAB „Elektroninių mokėjimų agentūra“
- UAB „NT Valdos“
- UAB „Transporto valdymas“
- UAB „VAE SPB“
- UAB „Verslo aptarnavimo centras“
- UAB „Duomenų logistikos centras“
- UAB „Technologijų ir inovacijų centras"
- UAB „Energijos tiekimas“ — является крупнейшим независимым поставщиком электроэнергии на рынке. Компания также владеет Geton Energy SIA в Латвии и Geton Energy OU в Эстонии.[11]
- lt:Kauno kogeneracinė jėgainė ("Каунасская  когенерациионная электростанция") — электростанция в Каунасском районе (строилась с 2016 по 2020 гг.), работающая на биотопливе и коммунальных отходах.
- lt:Vilniaus kogeneracinė jėgainė ("Вильнюсская когенерациионная электростанция") — строящаяся с 2016 г. в Вильнюсе тепловая электростанция, работающая на биотопливе и коммунальных отходах.

## Деятельность
В 2013 году оборот компании составил 2,9 млрд литов, чистая прибыль — 117 млн литов.